# Les Sœurs Linley
Les sœurs Linley est un portrait peint en 1772 par l'artiste britannique Thomas Gainsborough. Il représente les chanteuses Elizabeth Ann Linley et sa sœur cadette Mary Linley. Gainsborough était à l'époque un peintre basé à Bath qui se concentrait sur les portraits de la société. Les sœurs faisaient partie de la famille de musiciens Linley basée dans la ville, filles du compositeur Thomas Linley l'aîné. 

## Histoire
Le tableau a été exposé à l'Exposition d'été de la Royal Academy of Arts de 1772 à Pall Mall avec une autre œuvre de Gainsborough, Portrait de Sir William Pulteney. En 1785, il fut retouché par Gainsborough à la demande de la famille Linley pour que les costumes des sœurs soucieuses de leur style reflètent la mode actuelle. En 1835, il fut donné par leur frère William Linley à la Dulwich Picture Gallery où il est toujours conservé.